# Weronika Poje
Weronika Poje (ur. 3 sierpnia 1998 w Krakowie) – polska artystka tworząca w technice serigrafii, fotografii, grafiki komputerowej, malarstwie, rzeźbie, animacji oraz tworząca formy przemysłowe (przedmioty do rehabilitacji osób po udarze oraz COVID-19).

## Życiorys
W 2022 roku ukończyła studia na Wydziale Malarstwa Akademii Sztuk Pięknych w Krakowie. W latach 2019, 2020 oraz 2021 uzyskała stypendium rektora dla najlepszych studentów. Zdobywczyni nagrody dziekańskiej w konkursie „Wysokie Loty im. Jana Wnęka z Odporyszowa” w 2021 roku. 

## Twórczość fotograficzna
W fotograficznej twórczości Poje znajdują się głównie prace konceptualne. W swoich pracach nawiązywała do motywów vanitatywnych oraz często poruszała tematy ekologiczne i socjologiczne.

### Adaptacje
Artystka w swoim projekcie zwróciła uwagę na problem socjologiczny. 
Polska, w której mieszkam, nie jest krajem heterogenicznym, przez co ludzie z za granicy – o innym kolorze skóry i innych rysach twarzy – są bardziej „widoczni". Bardzo często imigranci mają problem z dobrym samopoczuciem, ponieważ są inni. Postanowiłam zaprosić na sesję zdjęciową osoby, które przyjechały do Polski z różnych krajów i przeprowadziłam eksperyment na zarejestrowanych obrazach, zmieniając ich twarze. „Zabieg” tylko pogłębił wrażenie inności, więc w końcu zmieniłam też swój portret. Myślę, że efekt mojej pracy jeszcze dobitniej pokazał, że dobre samopoczucie przyjezdnych nie zależy od nich samych, zależy od postawy społeczności, w której żyją.
Pierwszy raz cykl „Adaptacje” został pokazany na wystawie Invisible Lines w 2020 roku w Galerii Wydziału Grafiki ul. Karmelickiej 16 w Krakowie. Następnie prace można było również oglądać podczas wystawy w Galerii New Art Exchange w Nottinghamshire w Wielkiej Brytanii.

### Krajobrazy
Projekt dotyczył problemów ekologicznych oraz dzikiej reprywatyzacji. Prace odnoszą się do adresu jej rodzinnego domu w Krakowie, w którym urbanistyka miast w coraz większym stopniu wchłania naturę, ale jednocześnie do niej nawiązuje. Stworzyła fotografie miejsc ze sztucznymi naturalnymi widokami, których sztuczność jest odczytywana przez elementy innych obiektów

### Niemożliwość obecności
Seria fotografii jest opowieścią o rzeczach jej dziadka. Szukając śladów jego dawnej obecności, odnalazła należące do niego przedmioty, które zostały przykryte chaosem trwającego właśnie remontu. Kompozycje tworzyły rodzaj vanitatywnej martwej natury.

## Twórczość graficzna
Od 2019 roku Poje zaczęła tworzyć również prace w technice graficznej, głównie w technice serigrafii. Pierwsze powstałe prace z cyklu Walizki, które były prezentowane były między innymi podczas Biennale – Międzynarodowej Wystawie Rysunku Studenckiego „#Rysować”, którą organizowała Galeria Wozownia w Toruniu.

### Przedmioty, które nas pamiętają
Jednym z najważniejszych projektów współczesnej artystki jest cykl składający się z ośmiu grafik stworzonych w technice serigrafii. Wykorzystując różne środki oraz sposoby niszczenia oryginalnego motywu, artystka nadała swoim pracom bardziej osobisty i sentymentalny przekaz. Taka interpretacja pozwoliła zerwać z dotychczasową formą obrazu „dokumentalnego, bez uczuć” i budować obraz poprzez emocje. Inspiracją były przedmioty zmarłego dziadka artystki. W tych przedmiotach istniała relacja, która była osobistym stosunkiem artystki do nich poprzez obraz, jaki wywoływały w jej pamięci. Historia fotografowanych martwych natur sugerowała niemal przyjęcie konwencji kreacji: struktur graficznych z elementami destrukcji. Destrukcja działała tu jako symbol upływającego czasu, który nie tylko niszczył przedmioty, nadając im wygląd antyków, ale także zniekształcał wspomnienia, zacierając je.

## Przedmioty do rehabilitacji
W 2020 roku powstał pierwszy projekt przedmiotów rehabilitacyjnych – seria „PO–CZUJ”. Następnie w 2022 roku ukazał się kolejny przedmiot rehabilitacyjny z serii „OD–NOWA”.

### PO–CZUJ
Przedmioty do rehabilitacji z serii „PO–CZUJ” są przeznaczone dla osób, które potrzebują rehabilitacji po udarze mózgu, ale także dla małych dzieci, których motoryka mała rozwija rękę i narząd mowy. Przedmioty oprócz swoich właściwości rehabilitacyjnych pełnią również funkcję estetyczną. Projekt „PO-CZUJ” składa się z czterech obiektów, które powstały z inspiracji właściwościami, obiektów naturalnych takich jak: pióro, kora, bryza, kamień. Właściwości sensoryczne przedmiotów występujących w przyrodzie zostały również zaznaczone poprzez linearny rysunek na czterech opakowaniach/pudełkach, które mają za zadanie podkreślić inspirację dla obiektów i być formą stojaka dla nich oraz możliwością estetycznej prezentacji, np. na biurku lub stole. 

### OD–NOWA
Obiekty rehabilitacyjne z tej serii służą do rehabilitacji osób z utraconym zmysłem węchu po COVID-19. Projekt został zainspirowany naturą i kulturą japońską. Składa się z trzech elementów miniaturowych szklarni, w których zamknięte są ceramiczne przedmioty z kwiatami, drzewami i doniczkami. Każdy obiekt zamknięty jest w osobnej szklarni razem z mniejszymi rzeźbami stworzonych z papieru w technice origami. Rzeźby te mają formę kwiatu, owocu i kiełkującej rośliny i służą, jak znamy, papierowym testerom perfum w drogeriach, które przekazują zapachy. Oprócz właściwości rehabilitacyjnych, obiekty są również rodzajem dzieł sztuki.

## Wystawy
Brała udział w kilkudziesięciu wystawach w Polsce i za granicą. W tym między innymi:

### Indywidualne[8]
- Od 2018 – współpraca z Tibay Galerie w Lagny, Francja (wystawy indywidualne i zbiorowe)[9][10]
- 2023 – „Jak z obrazka", Galeria ASAP, Kraków[11][12]

### Zbiorowe[13]
- 2018 – 200 lat Akademii, 100 lat Akademii Kobiet, Galeria Drugie Piętro, ASP, Kraków[14]
- 2018 – Rzeczy, których nie wyrzuciłem, Galeria Drugie Piętro, ASP, Kraków[15]
- 2018 – przekazanie pracy w ramach projektu „Dar dla Harendy” ,Dom Pracy Twórczej, Zakopane[16]
- 2019 – Pamięć Morza, Muzeum Żup Krakowskich, Kopalnia Soli, Wieliczka[17][18][19]
- 2019 – Pamięć Morza II, Tytano, Kraków[20][21]
- 2019 – Projekcja filmu w Galerii Czorno Izba, Gliwice[22]
- 2019 – udział w festiwalu Refest / Eden 2.0, Kraków[23][24]
- 2009 – Biennale – Międzynarodowa Wystawa Rysunku Studenckiego #Rysować, Galeria Wozownia, Toruń.[25][26]
- 2019 – Spokrewnieni, Cracow Art Week Krakers 2020, Kraków[27]
- 2020 – Przekazanie pracy na charytatywną aukcje sztuki ASP&UJdlaSzpitala, portal artinfo.pl[28][29]
- 2020 – Svobode, lokal na ul. Urzędniczej 48, Kraków[30]
- 2020 – Invisible Lines, Galeria Wydziału Grafiki ul. Karmelickiej 16, Kraków[31]
- 2020 –  Próba 2020, Galeria Sztuki im. Jana Tarasina, Kalisz.[32][33]
- 2021 – Wystawa laureatów konkursu Wysokie Loty im. Jana Wnęka z Odporyszowa, Małopolski Ogród Sztuki Teatru im. J Słowackiego, Kraków.[34]
- 2021 – Projekcja nagrodzonej pracy na frontowej ścianie Gmachu Głównego Akademii Sztuk Pięknych im. Jana Matejki w Krakowie, oraz na videowall'u Muzeum Sztuki i Techniki Japońskiej Manggha, w ramach Gali Finałowej konkursu Wysokie Loty im. Jana Wnęka z Odporyszowa.[35][36][37]
- 2021 – Droga organizacja SPAW, Gdańsk.[38][39][40]
- 2021 – Ziemia Obiecana, Kampus UEK, Kraków, w ramach Open Eyes Art Festival.[41][42][43][44][45][46][47]
- 2021 – pokonkursowa wystawa malarska im. Sławomira Karpowicza Martwa Natura, Galeria Drugie Piętro ASP, Kraków[48][49]
- 2022 – prezentacja prac podczas targów domów i mieszkań, Hala Cracovii, Kraków[50]
- 2023 – wystawa w ramach programu Krakowski Archipelag Kultury, Centrum Kultury Podgórza, Kraków.[51]
- 2023 – wystawa pokonkursowa GRAND PRIX GRAFIKA ROKU 2022, Galeria Humberta 3,Kraków[52][53]
- 2023 – kontynuacja wystawy GRAND PRIX GRAFIKA ROKU 2022, Instytut Polski w Sofii w Bułgarii[54][55][56][57][58]
- 2023 – IX Salon Sztuki, BWA, Tarnów[59]
- 2024 – Nałożono mi oczy CSW Wiewiórka, Skład Solny, Kraków[60][61]
- 2024 – Ja już nie mam siły KMWTW, Kraków[62][63]
- 2024 – NAE OPEN 2024 New Art Exchange, Nottinghamshire, Wielka Brytania[64]

## Nagrody i wyróżnienia
W 2019 roku praca rysunkowa Fale w Kanagawie zdobyła wyróżnienie podczas wystawy „Pamięć Morza” w Muzeum Żup Krakowskich w Kopalni Soli.
W 2020 roku zdobyła trzecie miejsce w wewnętrznym konkursie na „Najlepszy rysunek czasu kwarantanny”, organizowany w IV pracowni rysunku wydziału malarstwa ASP w Krakowie.
Za projekt PO–CZUJ zdobyła Nagrodę Dziekańską w konkursie „Wysokie Loty im. Jana Wnęka z Odporyszowa”.
W 2023 otrzymała wyróżnienie w ogólnopolskim konkursie fotograficznym „Portret 2023".